# Can Riera de la Pineda
Can Riera de la Pineda és una masia d'Arbúcies (Selva) inclosa a l'Inventari del Patrimoni Arquitectònic de Catalunya.

## Descripció
L'edifici consta de dues parts diferenciades tant cronològicament com estructuralment. La més antiga es troba més elevada, a la part superior del desnivell del terreny. És una part de dues plantes, coberta a doble vessant amb caiguda a la façana on destaquen el portal d'arc rebaixat amb dovelles de pedra i les finestres geminades de tipus romànic, decorades amb columnetes, capitells i rosetes. A la dovella central de la porta d'entrada hi ha una peça octogonal de pedra amb una inscripció difícil d'identificar. És possible que les decoracions de les obertures no siguin les originals, sinó fruit d'alguna restauració. Actualment, aquesta part s'està reformant i el paviment de l'interior està totalment aixecat. Es manté l'estructura original i les portes amb llinda de fusta, així com les bigues també de fusta. Destaca de la sala principal, la gran llar de foc. A l'esquerra, hi ha un passadís que comunica amb l'altra part de l'edifici, i dona a l'altura de la segona planta d'aquest. Es tracta d'una part més moderna, edificada al segle xix, que es troba adossada a masia antiga i corresponia a les quadres, la pallissa i magatzems. Està totalment reformada i convertida en habitatge, tot i que l'estructura es manté, com l'escala central i alguns materials.
Presentava decoració amb esgrafiats a tota la façana però amb la restauració del 2004-2005 el parament es va repicar tot i actualment la façana és de pedra vista. Les obertures de la planta baixa són d'arc rebaixat i als pisos superiors les finestres són rectangulars, totes elles envoltades de rajol. A la planta noble hi ha una balconada correguda amb barana de ferro i cal destacar la galeria de cinc arcs de mig punt de la planta superior, resultat de la reforma moderna. En aquesta planta hi ha una petita sala d'estar amb vistes a la galeria, s'aprecien aquí les columnes de rajol i el sostre és amb bigues de fusta. Al costat de la masia hi ha altres dependències, totalment reformades, com els antics estables convertits en espais de lleure, on s'ha construït també una piscina. El conjunt acull tres habitatges, ja que la masoveria de l'antic mas s'ha ajuntat.

## Història
Apareix documentat per primera vegada en el capbreu de 1313 dels Castelldosrius. També trobem a Carles Riera del mas en el capbreu de la batllia de n'Orri de 1515. Documentat en el Cadastre de 1743, quan Marianna Riera declara dues cases, i de 1800. Al padró de 1883 hi apareix una família de nou membres i l'any 1940 és habitada per una família de vuit persones. Es troba també documenta en el mapa del Montseny de Juli Serra de l'any 1890. En l'amillarament de 1935 Dolors Sabater Riera declara els límits de la finca del mas Tiera de la Pineda, que són: a orient amb terres del mas Mollfulleda, a migdia amb el mas Pujató, a ponent amb honors dels masos Fugueras i Pujató, a nord amb terrenys dels masos Aulet, Iglésies i Serrahima.